# Vicente Ernesto Berasategui
Vicente Ernesto Berasategui (f. Buenos Aires, 25 de septiembre de 2018) fue un diplomático y abogado argentino, quien se desempeñó como embajador de su país ante el Reino Unido, ante Dinamarca, entre otros puestos diplomáticos.

## Biografía
Asistió a Liceo Militar General San Martín, y posteriormente estudió Derecho en la Universidad de Buenos Aires. Cursó una maestría en relaciones internacionales en la Universidad de Washington. Ingresó al Servicio Exterior de la Nación en 1954.
Fue parte de las negociaciones diplomáticas con el Reino Unido al respecto de la soberanía de las Islas Malvinas, durante la década de 1960. En la cancillería argentina, entre 1994 y 1996 fue director de Europa Occidental. Fue enviado luego como embajador en Dinamarca, allí su tarea comenzó en 1996 y finalizó en el año 2000. En ese último año, durante la presidencia de Fernando de la Rúa, fue nombrado embajador ante aquel país, permaneciendo en el cargo hasta el 2003. Mientras era embajador, se realizó una cena en la embajada argentina en Londres, en la que concurrió el príncipe Carlos, hecho inédito desde la guerra de las Malvinas, en marzo de 2001.
Asimismo, fue representante argentino en la sede de las Naciones Unida en Ginebra, en su comisión de desarme y en la conferencia sobre la ex Yugoslavia.